# Ian Jones-Quartey
Ian Jones-Quartey (Hatfield, 18 giugno 1984) è uno sceneggiatore, animatore e doppiatore statunitense. È noto soprattutto per il fumetto online RPG World e per aver lavorato sulle serie animate in Steven Universe, Adventure Time e Bravest Warriors. È inoltre il creatore della serie animata OK K.O.!, basata sull'episodio pilota Lakewood Plaza Turbo di Cartoon Network, presentato in anteprima sulla rete nel 2017.

## Biografia
Ian Jones-Quartey nacque il 18 giugno 1984 a Hatfield, in Pennsylvania, e crebbe a Columbia, nel Maryland. Frequentò la Long Reach High School e la School of Visual Arts di New York.

## Vita privata
Ian Jones-Quartey è il nipote di Theodosia Okoh, creatrice della bandiera del Ghana ed ha basato su di lei il personaggio Nanefua Pizza di Steven Universe.
Il 4 dicembre 2019 si è sposato con Rebecca Sugar, la creatrice di Steven Universe, dopo 12 anni di relazione.

## Filmografia

### Televisione
- The Venture Bros. - direttore dell'animazione (2006-2010)
- Supernormal - direttore dell'animazione (2007)
- Adventure Time -supervisore e revisore dello storyboard (2010-2013)
- Secret Mountain Fort Awesome - sceneggiatore, storyboard artist (2011-2012)
- Steven Universe - co-produttore esecutivo, storyboard artist (2013-2016, 2019)
- OK K.O.! - creatore, sceneggiatore, produttore esecutivo (2017-2019)
- Steven Universe: il film (Steven Universe: The Movie) - sceneggiatore, co-produttore esecutivo (2019)

### Doppiatore
- Steven Universe - vari personaggi
- Bravest Warriors - Wallow
- OK K.O.! - Radicles, Darrell, Crinky Wrinkly, voci addizionali
- Mighty Magiswords - Radicles
- Steven Universe Future - Snowflake Obsidian

## Doppiatori italiani
Da doppiatore è sostituito da:
- Massimo Bitossi in OK K.O.!
- Emiliano Reggente in OK K.O.!